# Hasselø
Hasselø er et område ved Falsters kyst syd for Nykøbing Falster. Området er en tidligere ø i det sydlige Guldborg Sund. Området mellem øen og kysten blev i 1873 inddæmmet, så Hasselø i dag er landfast med Falster.
Øen er nævnt i Kong Valdemars Jordebog fra 1231 på den såkaldte Falsterliste med lokaliteter på Falster.
Hasselø har noget af verdens bedste flint til forarbejdning. En del flinteredskaber er fundet på Flatø, der ligger i Guldborg Sund tæt på Hasselø.